# Georges Lonque
Georges Lonque (Gent, 8 november 1900 – Brussel, 3 maart 1967) was een Belgisch componist, muziekpedagoog, dirigent en violist. Hij was een zoon van de componist, muziekpedagoog en altviolist Séraphin Lonque en de oudere broer van de componist, muziekpedagoog en pianist Armand Lonque.

## Levensloop
Lonque kreeg zijn eerste muziekles van zijn vader, die onder anderen docent voor altviool aan het Koninklijk Conservatorium Gent was. Hij studeerde al op 11-jarige leeftijd aan het Koninklijk Conservatorium Gent bij Oscar Roels (solfège), Johan Smit (viool), Albert Zimmer (kamermuziek), Léon Moeremans (harmonie en contrapunt) en Emile Mathieu en Martin Lunssens (fuga). In 1927 won hij de Emile Mathieu-prijs voor zijn Sonate in Fis-majeur voor viool en piano. In de jaren 1927 en 1929 was hij deelnemer aan de Prix de Rome wedstrijd en kreeg een 2e prijs voor de cantate Antigone.
Met een studiebeurs van de Belgische regering kon hij een studiereis door Duitsland, Oostenrijk en Frankrijk maken en kwam zo in contact met de componisten Richard Strauss, Robert Heger (1886-1978) en Gabriel Pierné.
Als violist was hij verbonden aan het orkest van de Koninklijke Opera in Gent (1914-1932). Hij was in 1935 oprichter van het Foyer de la Musique de Chambre en dirigeerde tijdens de Tweede Wereldoorlog de Gentse Operaconcerten.
Lonque was verbonden aan het Koninklijk Conservatorium Gent als instructeur (monitor) (1924), repetitor voor solfège (1927-1930) en docent voor harmonieleer (1932-1965). Hij was eveneens vanaf 1938 als opvolger van Karel De Sutter directeur van de stedelijke muziekacademie in Ronse tot 1965.
Als componist werd hem in 1930 de prijs van de muziekstichting Koningin Elisabeth voor zijn symfonisch gedicht Aura toegekend en in 1937 ontving hij voor zijn Strijkkwartet de prijs van de Maison d'Art uit Brussel. In 1949 werd hem de gouden medaille van de stad Parijs toegekend voor uitvoeringen en publicaties van zijn werk in Frankrijk.

## Composities

### Werken voor orkest
- 1926 Impressions d'Hemelryck, op. 5
- 1926 La danse au clair de lune, voor viool en orkest, op. 7
- 1930 Aura, symfonisch gedicht, op. 13
- 1933 Wiener Walzer, op. 17
- 1934 Poème de la Mer, voor orkest, op. 19
- 1935 Images d'Orient, voor altsaxofoon en orkest, op. 20
- 1939 Porcelaines de Saxe, op. 25
- 1943 Prélude e Aria, voor cello en orkest, op. 30
- 1944 Estrella, voor viool en orkest, op. 37
- 1948 Concert in b-mineur, voor viool en orkest, op. 40

### Missen en andere kerkmuziek
- 1941 Missa pro Pace, voor tenor, mannenkoor en orkest (of orgel)
- 1941 Benedictus Deus, voor tenor, gemengd koor (ad libitum) en orgel, op. 27

### Vocale muziek

#### Cantates
- 1927 Le Rossignol, voor solisten, gemengd koor en orkest, op. 8
- 1929 Antigone, voor solisten, gemengd koor en orkest, op. 12

#### Liederen
- 1924 Je n'ai pas oublié, voor sopraan en piano, op. 2 - tekst: Charles Baudelaire
- 1924 Vos yeux, voor sopraan en piano, op. 3 - tekst: Charles Le Goffic
- 1932 Au gré des vents, voor zangstem en piano, op. 16 - tekst: Andrée Dupont
- 1933 Dernières feuilles, voor contra-alt (of bariton) en piano, op. 18 - tekst: Armand Silvestre
- 1933 Faune, voor sopraan en piano, op. 21 - tekst: Georges Marlow
- 1957 La question, voor sopraan en piano, op. 46 - tekst: Jacques Bastian
- 1957 Portrait, voor zangstem en piano, op. 47 - tekst: Jacques Bastian

### Kamermuziek
- 1925 Sonate in Fis-majeur, voor viool en piano
- 1930 Caprice, voor viool en piano, op. 14
- 1930 Images d'orient, voor altsaxofoon (of altviool) en piano
- 1937 Strijkkwartet in f-mineur, op. 24
- 1943 Prélude et aria, voor cello en piano, op. 30
- 1950 Afgoden - Idoles, voor klarinet en piano, op. 41
- Poème de la mer, voor viool en piano, op. 19

### Werken voor piano
- 1924 Chanson à bercer, op. 1
- 1929 Danse espagnole - Spaanse dans, op. 10
- 1929 Nuits d'automne - Herfstnacht, op. 11
- 1939 Sonatine in D-majeur, op. 32
- 1942 Danse mauresque - Moorse dans, op. 29
- 1945 Sonatine in G-majeur, op. 36
- 1947 Capitaine Pimpol, op. 39
- 1952 Voilier - Zeilboot, op. 42
- 1955 Nocturne, op. 45
- 1952 Tableaux d'une chambre bleue, op. 43